# Marie Dressler
Leila Marie Koerber (Cobourg, Ontario, Canadá; 9 de noviembre de 1868 - Santa Bárbara, California, Estados Unidos; 28 de julio de 1934) conocida artísticamente como Marie Dressler, fue una guionista, productora, directora y actriz de cine y teatro de origen canadiense.

## Biografía

### Primeros años
Dressler nació en Cobourg (Ontario), hija del austriaco Alexander Rudolph Koerber y Anna Henderson. Inició su carrera artística a los catorce años. Debutó en Broadway en 1892. Inicialmente deseaba hacer carrera como cantante de ópera, pero terminó haciendo vodevil.

### Carrera
A principios de los años 1900, Dressler se convirtió en una estrella del vodevil. En 1902, conoció a Mack Sennett, a quien ayudó a encontrar un trabajo en el teatro. Además de su trabajo teatral, Dressler realizó grabaciones para Edison Records en 1909 y 1910. Luego de que Sennett se convirtiera en el dueño de su propio estudio de grabación, convenció a Dressler para que protagonizara Tillie's Punctured Romance, junto a Charlie Chaplin. Dressler actuó en dos secuelas de la película y en otras comedias hasta 1918, cuando continuó haciendo vodevil.
En 1919, durante la huelga de la Actors' Equity Association en Nueva York, se creó la Chorus Equity Association y Dressler se convirtió en la primera presidenta de la asociación. En 1927, debido a su relación con la huelga, las compañías teatrales la colocaron en una lista negra. Sin embargo, gracias a la ayuda del jefe de Metro-Goldwyn-Mayer, Louis B. Mayer, pudo volver a actuar en películas.
En 1929, Dressler quedó desempleada nuevamente, por lo que se unió a la compañía teatral de Edward Everett Horton en Los Ángeles. Poco después de esto, debido a la aparición del cine sonoro, surgió una demanda por artistas teatrales experimentados, por lo que Dressler abandonó la compañía de Horton.
Luego de tener varios papeles secundarios en películas sonoras poco exitosas, Frances Marion, una guionista de MGM a quien Dressler había conocido durante la filmación de Tillie Wakes Up, usó su influencia para que Irving G. Thalberg ofreciera algunos papeles secundarios a Dressler en películas como Breakfast at Sunrise y Chasing Rainbows. Thalberg también le dio a Dressler el papel de  Marthy en Anna Christie, protagonizada por Greta Garbo. Posteriormente, MGM firmó un contrato con Dressler con un sueldo de $500 a la semana.
A pesar de tener más de sesenta años, Dressler se volvió conocida en Hollywood. Por su actuación en Min and Bill, recibió el Óscar a la mejor actriz en 1931. En 1932, recibió una nominación al mismo premio por su actuación en Emma. Dressler realizó varias películas exitosas en 1933, incluyendo la comedia Cena a las ocho. Sin embargo, su carrera llegó a un final cuando fue diagnosticada de cáncer terminal. Dressler murió en Santa Bárbara (California) y fue enterrada en el Forest Lawn Memorial Park en Glendale (California).

## Filmografía
- Christopher Bean (1933)
- Tugboat Annie (1933)
- Cena a las ocho (1933)
- Going Hollywood (1933)
- Emma (1932)
- Prosperity (1932)
- Reducing (1931)
- Politics (1931)
- Jackie Cooper's Birthday Party (1931)
- Chasing Rainbows (1930)
- The Girl Said No (1930)
- One Romantic Night (1930)
- Caught Short (1930)
- Let Us Be Gay (1930)
- Derelict (1930)
- Anna Christie (1930)
- The March of Time (1930)
- Min and Bill (1930)
- The Divine Lady (1929)

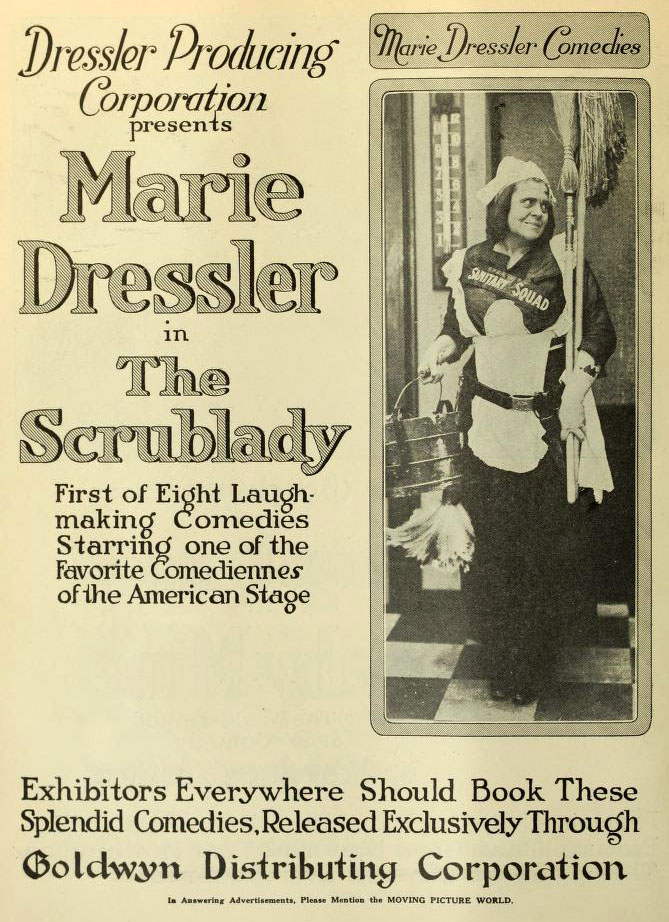
The Scrublady (1917)

- The Hollywood Revue of 1929 (1929)
- Dangerous Females (1929)
- The Vagabond Lover (1929)
- Bringing Up Father (1928)
- The Patsy (1928)
- The Callahans and the Murphys (1927)
- The Joy Girl (1927)
- Breakfast at Sunrise (1927)
- The Agonies of Agnes (1918)
- The Red Cross Nurse (1918)
- Tillie Wakes Up (1917)
- The Scrub Lady (1917)
- Fired (1917)
- Tillie's Tomato Surprise (1915)
- Tillie's Punctured Romance (1914)

## Premios y distinciones
Premios Óscar
| Año  | Categoría    | Película     | Resultado |
| ---- | ------------ | ------------ | --------- |
| 1932 | Mejor actriz | Fruta amarga | Ganadora  |
| 1933 | Mejor actriz | Emma         | Nominada  |